# Jaskyňa v ponore Jašteričieho jazera
Jaskyňa v ponore Jašteričieho jazera – jaskinia krasowa w Krasie Słowacko-Węgierskim na Słowacji. Długość korytarzy jaskini na dzień 1 marca 2016 r. wynosiła 1189 m, głębokość 74 m

## Położenie
Jaskinia leży na Płaskowyżu Silickim, ok. 2 km na północny wschód od wsi Silica. Wlot jaskini znajduje się u północno-zachodnich podnóży wzgórza Fabiánka (633 m n.p.m.), w ponorze odprowadzającym nadmiar wód Jeziora Jaszczurczego, na wysokości 587 m n.p.m.

## Charakterystyka
Jaskinia ponorowa, typu fluwiokrasowego, z aktywnym ciekiem wodnym. Charakteryzuje się bogatą szatą naciekową. Powstała w jasnych, triasowych wapieniach tzw. guttensteinskich. Jej system tworzy ciąg niskich i wąskich, meandrujących korytarzy z licznymi zaciskami, rozwiniętych horyzontalnie w kierunku północno-zachodnim wzdłuż podziemnego cieku wodnego. Odprowadza wody z powierzchni płaskowyżu, położonych na północ i zachód od Fabiánki, do wywierzysk w dolinie Slanej.

## Historia
Jaskinia została odkryta w 1987 r. przez speleologów z Rożniawy pod kierunkiem Jaroslava Stankoviča. Dalsza penetracja miała miejsce w latach 90. XX w. Mapowanie jaskini wykonano w latach 1995-97.

## Ochrona
Jaskinia cenna z punktu widzenia geomorfologicznego i hydrologicznego. Leży w granicach Parku Narodowego Kras Słowacki. Od 1995 r. chroniona jako pomnik przyrody. Nie jest dostępna do zwiedzania.